# 20 de dezembro
20 de dezembro é o 354.º dia do ano no calendário gregoriano (355.º em anos bissextos). Faltam 11 dias para acabar o ano.

## Eventos históricos

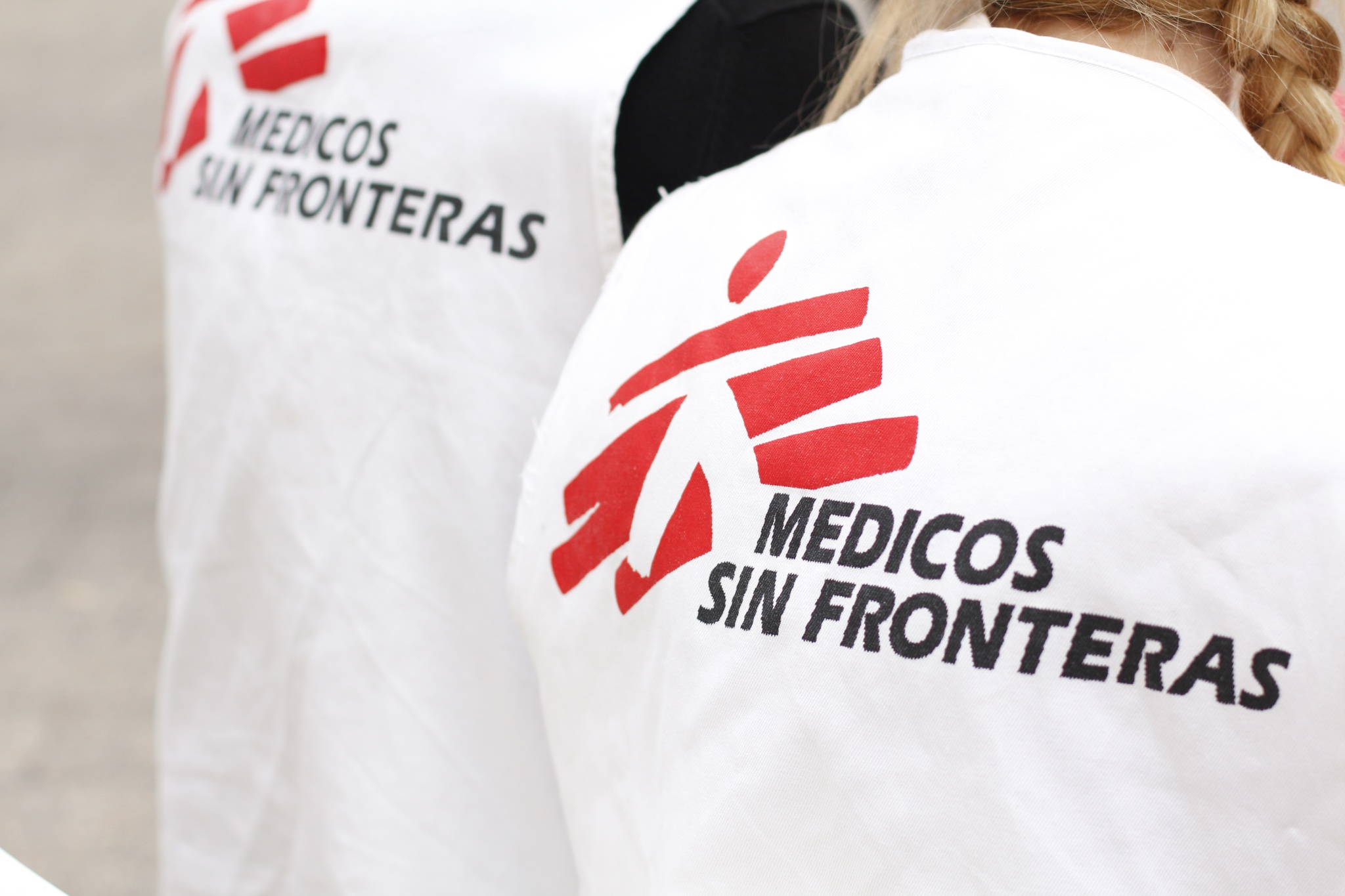
1971: Médicos sem Fronteiras

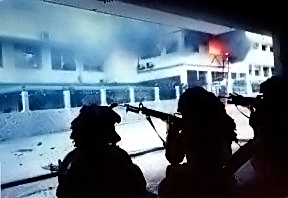
1989: Invasão americana do Panamá

- 0069 — Vespasiano, anteriormente general no governo de Nero, entra em Roma para reivindicar o título de Imperador.
- 1192 — Ricardo I da Inglaterra é capturado e aprisionado por Leopoldo V, Duque da Áustria, no caminho de retorno para seu reino depois da Terceira Cruzada.
- 1334 — O cardeal Jacques Fournier é eleito Papa Bento XII.[1]
- 1803 — A Compra da Luisiana é concluída em uma cerimônia em Nova Orleans.
- 1808 — Guerra Peninsular: Começa o Cerco de Saragoça.
- 1832 — HMS Clio sob o comando do capitão Onslow chega a Port Egmont sob ordens para tomar posse das Ilhas Malvinas.[2]
- 1860 — A Carolina do Sul se torna o primeiro estado a tentar se separar dos Estados Unidos.[3]
- 1907 — Instituído o Decreto de Depósito Legal da Biblioteca Nacional do Brasil.
- 1915 — Primeira Guerra Mundial: as últimas tropas australianas são evacuadas de Galípoli.
- 1917 — É fundada a Tcheka, a primeira força policial secreta soviética.
- 1924 — Adolf Hitler é libertado da prisão de Landsberg.
- 1942 — Segunda Guerra Mundial: as forças aéreas japonesas bombardeiam Calcutá, Índia.
- 1946

- Escaramuça em Candedo (Vinhais) entre opositores espanhóis de Francisco Franco e forças da PIDE.
- Estreia de It's a Wonderful Life de Frank Capra em Nova Iorque, Estados Unidos.
- Um terremoto em Nankaidō, no Japão, causa um tsunami que mata pelo menos mil pessoas e destrói 36 000 casas.

- 1948 — Revolução Nacional da Indonésia: os militares holandeses capturam Joguejacarta, a capital temporária da recém-formada República da Indonésia.
- 1955 — Cardiff é proclamada a capital do País de Gales, Reino Unido.
- 1957 — A versão inicial de produção do Boeing 707 faz seu primeiro voo.
- 1968 — O Assassino do Zodíaco mata Betty Lou Jenson e David Faraday em Vallejo, Califórnia.
- 1970 — Revolta de Koza: Após uma série de atropelamentos e outros incidentes veiculares envolvendo militares americanos, cerca de 5 000 okinawanos saem às ruas, entrando em confronto com a polícia americana em protesto contra a ocupação norte-americana de Okinawa.
- 1971 — A organização internacional de ajuda humanitária Médicos sem Fronteiras é fundada por Bernard Kouchner e um grupo de jornalistas em Paris, França.
- 1973 — O Presidente do Governo espanhol, Almirante Luis Carrero Blanco, é assassinado por um carro bomba.
- 1977 — Com a aprovação do Conselho de Estado, os dois maiores jornais da China, o Diário do Povo e o Diário de Guangming, publicam na íntegra pela primeira vez o Segundo Esquema de Simplificação de Caracteres Chineses.[5]
- 1979 — O pluripartidarismo no Brasil retorna à legalidade.
- 1985 — O Papa João Paulo II anuncia a instituição da Jornada Mundial da Juventude.
- 1987 — O navio de passageiros Doña Paz colide com o petroleiro Vector e afunda nas Filipinas, matando 4 386 pessoas. É o maior desastre marítimo da história em tempos de paz.
- 1988 — Guerra às drogas: As Nações Unidas concordam e promulgam a Convenção das Nações Unidas contra o Tráfico Ilícito de Entorpecentes e Substâncias Psicotrópicas, um dos três principais tratados de controle de drogas atualmente em vigor.[6]
- 1989 — A invasão americana do Panamá depõe Manuel Noriega.
- 1995
  - A OTAN inicia a manutenção da paz na Bósnia.
  - O voo American Airlines 965, um Boeing 757, colide com uma montanha a 50 km ao norte de Cáli, na Colômbia, matando 159 pessoas.
- 1999 — Macau é entregue à China por Portugal.
- 2007
  - Elizabeth II torna-se a monarca mais velha da história do Reino Unido, superando a rainha Vitória, que viveu 81 anos e 243 dias.[7]
  - O Retrato de Suzanne Bloch (1904), do artista espanhol Pablo Picasso, e O Lavrador de Café, do pintor modernista brasileiro Cândido Portinari, são roubados do Museu de Arte de São Paulo. Ambos serão recuperados algumas semanas depois.[8]
- 2019 — A Força Espacial dos Estados Unidos se torna um novo ramo das Forças Armadas dos Estados Unidos desde 1947.[9]
- 2024 — Ataque no mercado de Natal de Magdeburgo, Alemanha, mata cinco pessoas e deixa mais de 200 feridos.

## Nascimentos

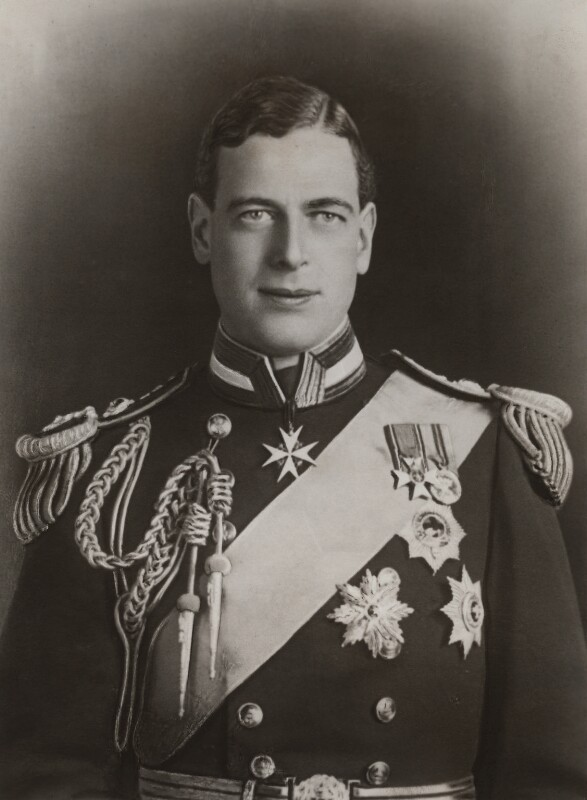
Jorge, Duque de Kent

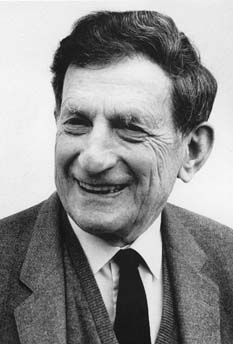
David Bohm

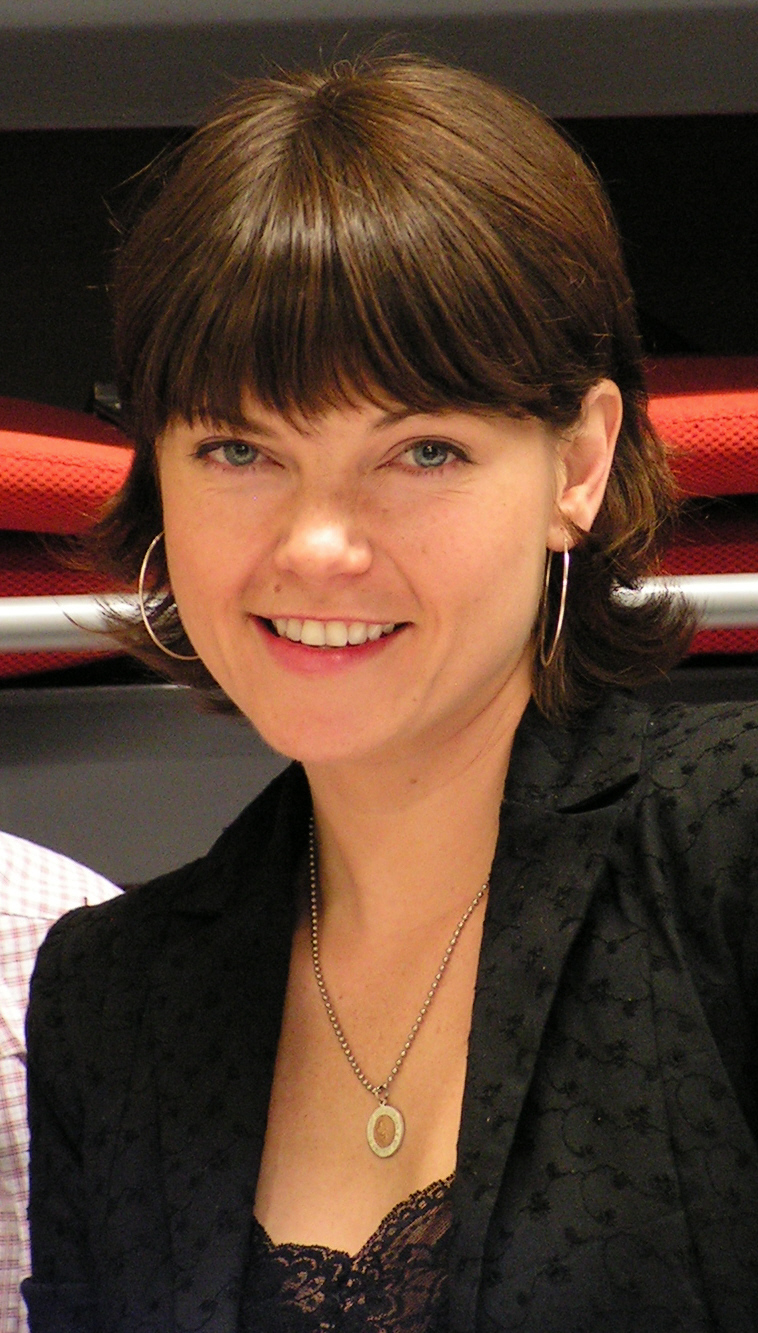
Nicole de Boer

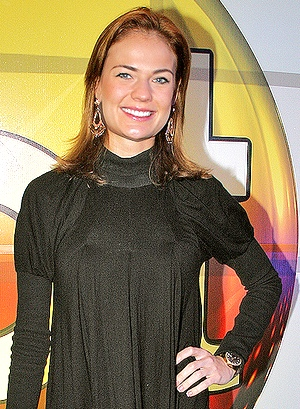
Thaís Pacholek

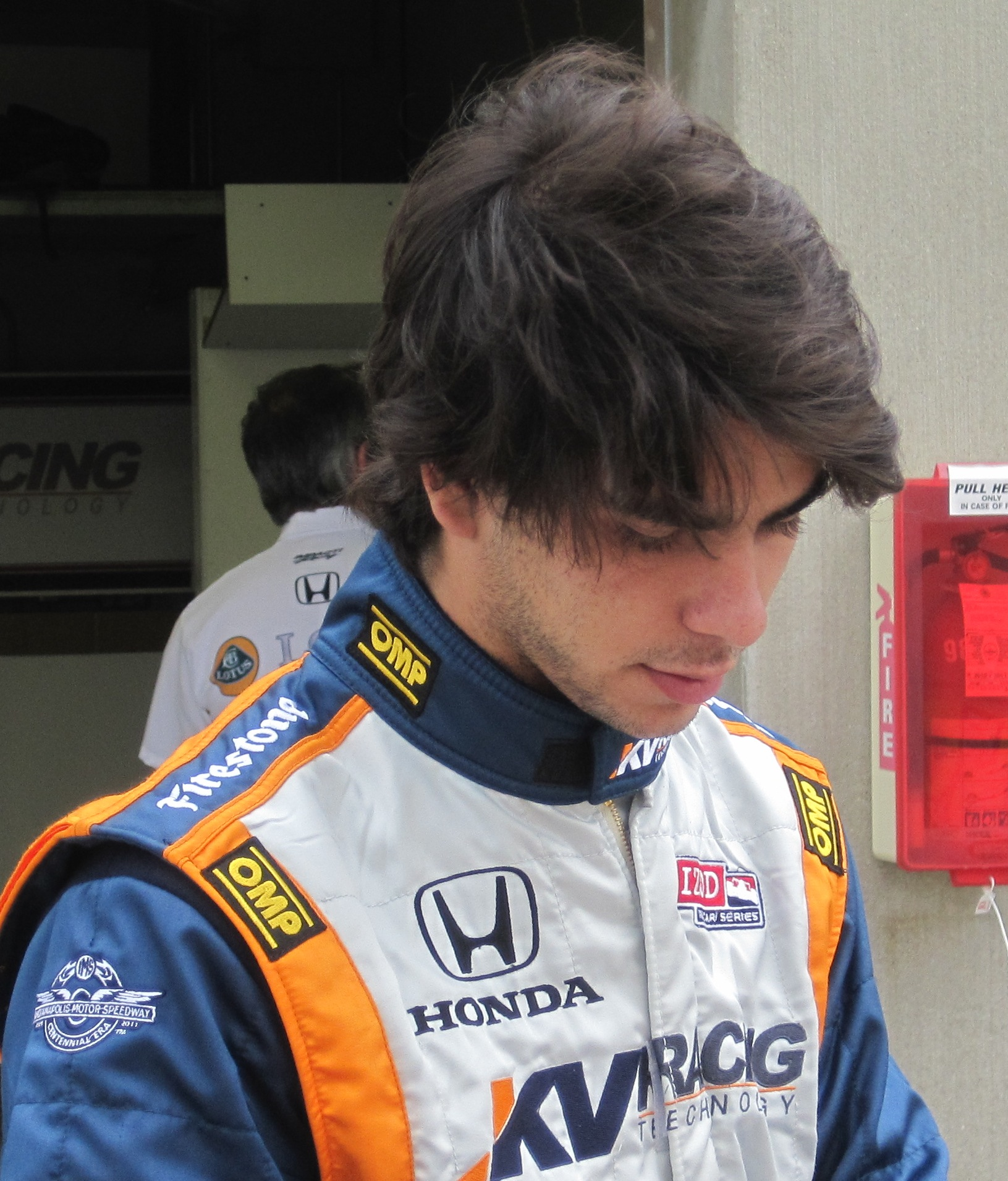
Mario Moraes

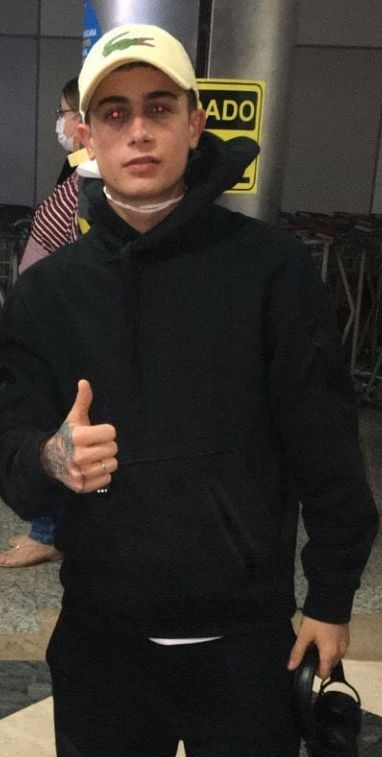
MC Hariel

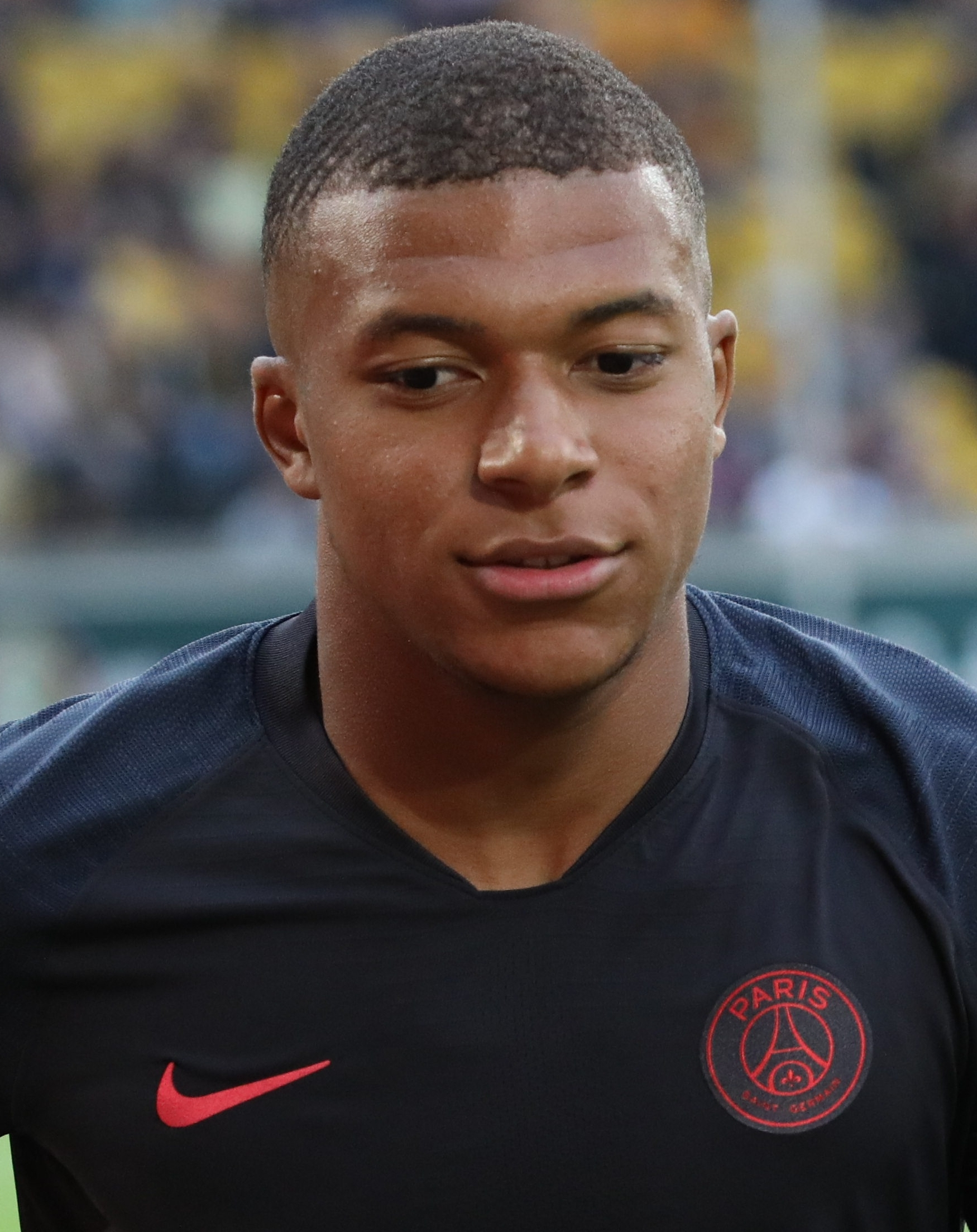
Kylian Mbappé

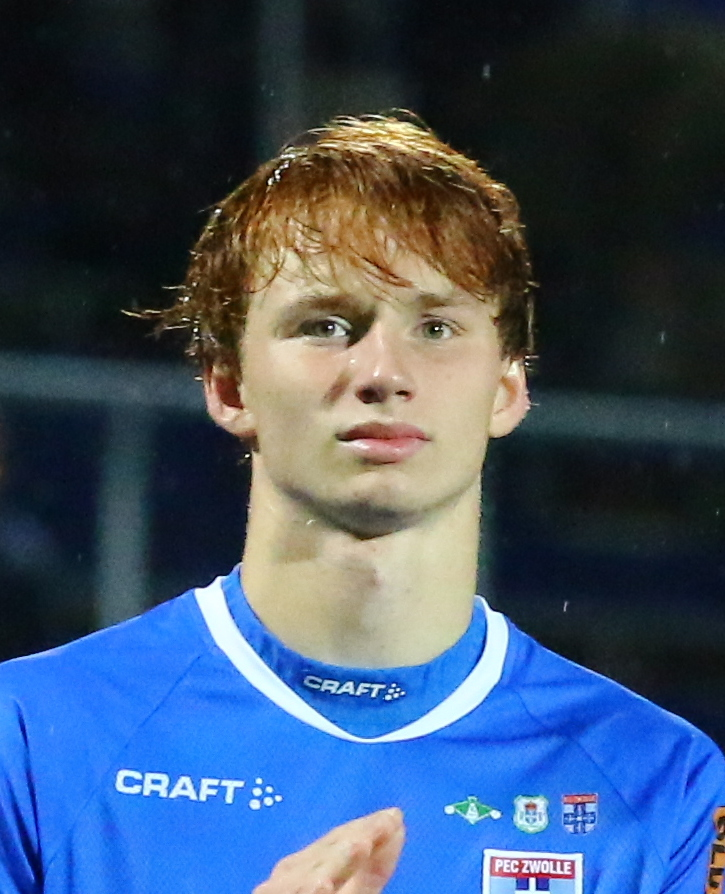
Sepp van den Berg

### Anterior ao século XIX
- 1494 — Oronce Finé, matemático e astrônomo francês (m. 1555).
- 1496 — Joseph Ha-Cohen, historiador judeu (m. 1558).
- 1537 — João III da Suécia (m. 1592).
- 1576 — João Sarkander, sacerdote e mártir polonês (m. 1620).
- 1786 — Pietro Raimondi, compositor italiano (m. 1853).

### Século XIX
- 1805 — Thomas Graham, químico britânico (m. 1869).
- 1838 — Edwin Abbott Abbott, escritor inglês (m. 1926).
- 1841 — Ferdinand Édouard Buisson, pacifista e político francês (m. 1932).
- 1868 — Harvey Firestone, empresário americano (m. 1938).
- 1874 — Mary Ann Bevan, enfermeira e artista circense inglesa (m. 1933).
- 1879 — Maranhão Sobrinho, escritor brasileiro (m. 1915).
- 1890 — Jaroslav Heyrovský, químico tcheco (m. 1967).
- 1894 — Robert Menzies, político australiano (m. 1978).
- 1895 — Susanne Langer, filósofa estadunidense (m, 1985).
- 1898 — Irene Dunne, atriz americana (m. 1990).

### Século XX

#### 1901–1950
- 1901 — Robert Van de Graaff, físico americano (m. 1967).
- 1902
  - Sidney Hook, filósofo norte-americano (m. 1989).
  - Max Lerner, educador norte-americano (m. 1992).
  - Jorge, Duque de Kent (m. 1942).
- 1917 — David Bohm, físico quântico estadunidense (m. 1992).
- 1921 — George Roy Hill, diretor de cinema estadunidense (m. 2002).
- 1926 — Otto Graf Lambsdorff, político alemão (m. 2009).
- 1927 — Kim Young-sam, político sul-coreano (m. 2015).
- 1929 — Carlo Fassi, patinador artístico italiano (m. 1997).
- 1933 — Rik Van Looy, ciclista belga (m. 2024).
- 1940 — José Häring, bispo alemão (m. 2023).
- 1942
  - Bob Hayes, atleta e futebolista americano (m. 2002).
  - Silvio de Abreu, ator e autor de novelas brasileiro.
- 1945
  - Peter Criss, músico americano.
  - Jean-Marc Guillou, treinador de futebol francês.
- 1946
  - Uri Geller, paranormal e apresentador de TV israelense.
  - Athayde Patreze, apresentador de TV, empresário e socialite brasileiro (m. 2006).
- 1947
  - Raimundo Carrero, escritor brasileiro.
  - Gigliola Cinquetti, cantora, jornalista e apresentadora italiana.
- 1948 — Alan Parsons, produtor de discos britânico.
- 1949 — Sampaio, cantor brasileiro.

#### 1951–2000
- 1952 — Jenny Agutter, atriz britânica.
- 1957
  - Anna Vissi, cantora grega.
  - Billy Bragg, cantor e compositor britânico.
  - Mike Watt, baixista norte-americano.
- 1959 — Kazimierz Marcinkiewicz, político polonês.
- 1960 — Pedro Abrunhosa, cantor português.
- 1961 — Vik Muniz, artista plástico brasileiro.
- 1966
  - Camané, fadista português.
  - Ed de Goeij, ex-futebolista holandês.
- 1967 — Eugenia Cauduro, atriz mexicana.
- 1968 — Karl Wendlinger, ex-automobilista austríaco.
- 1969 — Márcia Freire, cantora brasileira.
- 1970
  - Nicole de Boer, atriz canadense.
  - Mauricio Wright, ex-futebolista e treinador de futebol costarriquenho.
- 1975 — Bartosz Bosacki, futebolista polonês.
- 1977 — Vitor Sérgio Rodrigues, jornalista brasileiro.
- 1978
  - Geremi Njitap, ex-futebolista camaronês.
  - Magrão, ex-futebolista brasileiro.
- 1980
  - Ashley Cole, futebolista britânico.
  - Martin Demichelis, futebolista argentino.
- 1981
  - Julien Benneteau, tenista francês.
  - Marek Matějovský, futebolista tcheco.
- 1982 — David Cook, cantor e compositor americano.
- 1983
  - Ognjen Vukojević, futebolista sérvio.
  - Thaís Pacholek, atriz e ex-modelo brasileira.
- 1988 — Mario Moraes, automobilista brasileiro.
- 1989
  - Sara Matos, modelo, atriz e cantora portuguesa.
  - Felipe Castanhari, comediante, designer gráfico e youtuber brasileiro.
- 1990 — JoJo, cantora e atriz norte-americana.
- 1991 — Jorginho, futebolista ítalo-brasileiro.
- 1993 — Andrea Belotti, futebolista italiano.
- 1995 — Afonso Maló, ator português.
- 1997
  - Suzuka Nakamoto, cantora e modelo japonesa.
  - MC Hariel, cantor e compositor brasileiro.
- 1998 — Kylian Mbappé, futebolista francês

### Século XXI
- 2001
  - Sepp van den Berg, futebolista holandês.
  - Facundo Pellistri, futebolista uruguaio.

## Mortes

### Anterior ao século XIX
- 0217 — Papa Zeferino (n. ?).
- 0324 — Filógono de Antioquia, bispo e santo católico (n. ?).
- 0860 — Etelbaldo de Wessex (n. 834).
- 0910 — Afonso III das Astúrias (n. 848).
- 1295 — Margarida da Provença, rainha de França (n. 1221).
- 1355 — Estêvão Úresis IV, rei da Sérvia (n. 1308).
- 1552 — Catarina de Bora, esposa de Martinho Lutero (n. 1499).
- 1679 — João Maurício de Nassau, nobre holandês (n. 1604).
- 1722 — Kangxi imperador chinês (n. 1654).
- 1765 — Luís, Delfim da França (n. 1729).
- 1783 — Padre Antônio Soler, compositor erudito espanhol (n. 1729).

### Século XIX
- 1838 — Kaspar Maria von Sternberg, naturalista tcheco (n. 1761).
- 1870 — Maria Sofia de Thurn e Taxis, duquesa de Württemberg (n. 1800).
- 1884 — William Lindsay Alexander, teólogo e líder religioso britânico (n. 1808).

### Século XX
- 1937 — Erich Ludendorff, general alemão (n. 1865).
- 1943 — Yuri Tynianov, escritor russo (n. 1894).
- 1954 — James Hilton, escritor britânico (n. 1900).
- 1968
  - John Steinbeck, escritor estadunidense (n. 1902).
  - Max Brod, escritor alemão (n. 1884).
- 1971 — Roy O. Disney, empresário norte-americano (n. 1893).
- 1973
  - Luis Carrero Blanco, político espanhol (n. 1903).
  - Bobby Darin, cantor e ator norte-americano (n. 1936).
- 1975 — Nuno Roland, cantor brasileiro (n. 1913).
- 1980 — Artur Paredes, compositor português (n. 1899).
- 1982 — Arthur Rubinstein, pianista polonês (n. 1887).
- 1984 — Cláudio Figueiredo Diz, futebolista brasileiro (n. 1960).
- 1989 — Kurt Böhme, baixista alemão (n. 1908).
- 1994 — Dean Rusk, político norte-americano (n. 1909).
- 1996 — Carl Sagan, astrônomo e biólogo norte-americano (n. 1934).

### Século XXI
- 2001 — Léopold Sédar Senghor, político senegalês (n. 1906).
- 2007 — Christian Bourgois, editor francês (n. 1933).
- 2008
  - Adrian Mitchell, poeta e novelista britânico (n. 1932).
  - Robert Mulligan, cineasta norte-americano (n. 1925).
- 2009
  - Brittany Murphy, atriz norte-americana (n. 1977).
  - Arnold Stang, ator cômico e dublador estadunidense (n. 1918).
  - James Gurley, músico norte-americano (n. 1939).
- 2012 — Thelma Reston, atriz brasileira (n. 1937).
- 2013 — Reginaldo Rossi, cantor e compositor brasileiro (n. 1944).
- 2019 — Zilda Cardoso, atriz e humorista brasileira (n. 1936).
- 2020 — Nicette Bruno, atriz brasileira (n. 1933).
- 2021 — Mamadú Iaia Djaló, político guineense (n. 1962).
- 2024 — Rey Misterio, Sr., lutador, treinador e ator mexicano (n. 1958).

## Feriados e eventos cíclicos

### Brasil
- Dia do Mecânico.
- Dia da Bondade.
- Aniversário do município de São José do Hortêncio, Rio Grande do Sul.
- Aniversário do município de Dourados, Mato Grosso do Sul.
- Aniversário do município de Nova Andradina,Mato Grosso do Sul.
- Aniversário do município de Garuva, Santa Catarina.
- Aniversário do município de Pontal do Paraná, Paraná.
- Aniversário do município de Lagoa de Itaenga, Pernambuco.
- Aniversário do município de Farias Brito, Ceará.
- Aniversário do município de João Lisboa, Maranhão.

### Internacional
- Dia Internacional da Solidariedade Humana

### Cristianismo
- São Domingos de Silos
- Filógono de Antioquia

## Outros calendários
- No calendário romano era o 13.º dia (XIII) antes das calendas de janeiro.
- No calendário litúrgico tem a letra dominical D para o dia da semana.
- No calendário gregoriano a epacta do dia é i.